# Mabutsane
Mabutsane è un villaggio del Botswana situato nel distretto Meridionale, sottodistretto di Ngwaketse West. Il villaggio, secondo il censimento del 2011, conta 2.386 abitanti.

## Località
Nel territorio del villaggio sono presenti le seguenti 23 località:
- Bokhutlo di 11 abitanti,
- Bokspan di 12 abitanti,
- Ditlhako di 11 abitanti,
- Gasekhukhu,
- Ghia di 7 abitanti,
- hantse,
- Kabana di 3 abitanti,
- Kenna di 10 abitanti,
- Khawa,
- Lokatsane,
- Lwale,
- Makalamabedi di 15 abitanti,
- Marapalalo,
- Matimela Camp di 4 abitanti,
- Metlhaba ya Matlatlagwe di 3 abitanti,
- Metlhabeng,
- Motlopi di 2 abitanti,
- Nankhwane di 20 abitanti,
- Nyetse,
- Palamaokuwe di 19 abitanti,
- Sekgwannabatho di 4 abitanti,
- Sekgwasentsho di 7 abitanti,
- Tlhatswe di 8 abitanti